# Mékrou
Mékrou är ett vattendrag i Benin, på gränsen till Niger och Burkina Faso. Det ligger i den norra delen av landet, 700 km norr om huvudstaden Porto-Novo.
Omgivningarna runt Mékrou är en mosaik av jordbruksmark och naturlig växtlighet. Runt Mékrou är det mycket glesbefolkat, med 7 invånare per kvadratkilometer.